# Zeasuctobelba quinquenodosa
Zeasuctobelba quinquenodosa is een mijtensoort uit de familie van de Suctobelbidae. De wetenschappelijke naam van de soort is voor het eerst geldig gepubliceerd in 1966 door Hammer.